# 内林根
内林根是德国巴登-符腾堡州的一个市镇。总面积35.78平方公里，总人口1892人，其中男性974人，女性918人（2011年12月31日），人口密度53人/平方公里。